# Stazione di Roma Tuscolana
Stazione di Roma Tuscolana vasútállomás Olaszországban, Róma településen.

## Vasútvonalak
Az állomást az alábbi vasútvonalak érintik:
- Pisa–Róma-vasútvonal
- Viterbo–Róma-vasútvonal
- Róma–Fiumicino-vasútvonal

## Kapcsolódó állomások
A vasútállomáshoz az alábbi állomások vannak a legközelebb:
- Stazione di Roma Tiburtina (Stazione di Orte, FL1)
- Stazione di Roma Ostiense (Stazione di Fiumicino Aeroporto, FL1)
- Stazione di Roma Tiburtina (Stazione di Roma Tiburtina, FL3)
- Stazione di Roma Ostiense (Stazione di Viterbo Porta Fiorentina, FL3)
- Stazione di Roma Ostiense (Stazione di Civitavecchia, FL5)
- Stazione di Roma Termini (Stazione di Roma Termini, FL5)